# Chiesa di Sant'Antonino Martire (Nova Milanese)
La chiesa di Sant'Antonino Martire è una chiesa di Nova Milanese, in provincia di Monza e Brianza ed arcidiocesi di Milano; fa parte del decanato di Desio.

## Storia

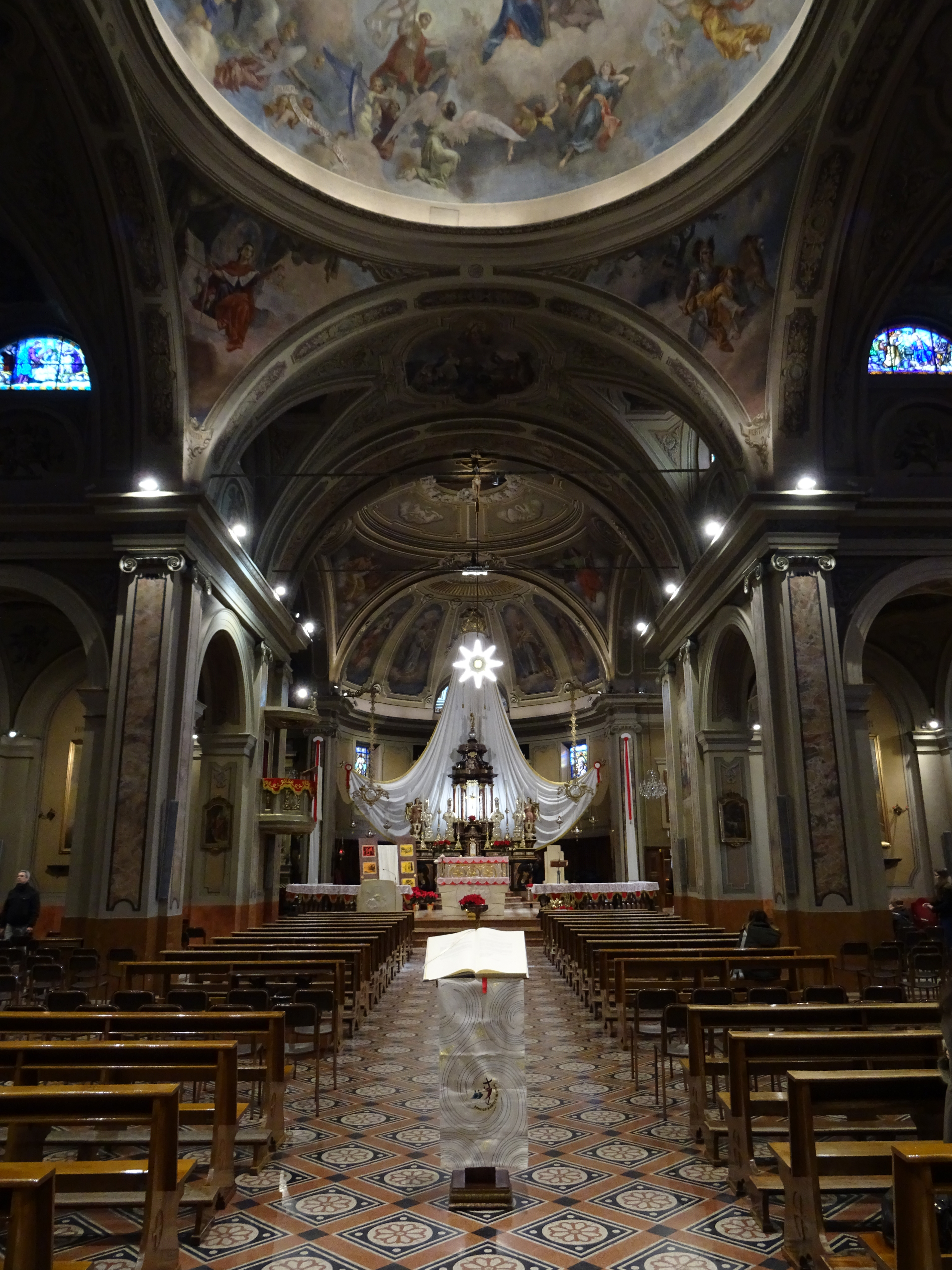
Interno

Le prime notizie della sua esistenza risalgono al Liber Notitiæ Sanctorum del 1289, epoca in cui le dimensioni dell'edificio sacro appaiono estremamente modeste: circa 13 metri di lunghezza per 6 metri di larghezza.
Nel 1576, in seguito al decreto dell'istituzione delle parrocchie di san Carlo Borromeo, ha il suo primo parroco, don Giovanni Vismara.
Il primo ampliamento considerevole avviene negli anni attorno al 1604, su spinta del Cardinale Federico Borromeo a cui fa seguito un ulteriore allungamento nel 1751.
Nel 1842 l'edificio su progetto del Pogliani passa da una a tre navate inglobando l'area attigua del vecchio cimitero e colloca all'interno della chiesa le statue della Madonna e di Antonino di Piacenza. L'inaugurazione solenne è ricordata nel 1847.
Nel 1921, viene commissionato il nuovo progetto di restaurazione all'ingegnere Barboglio di Bergamo. I lavori iniziano nella primavera del 1923, e prevedono l'allungamento del vecchio edificio attraverso la realizzazione di due nuove arcate che vanno ad aggiungersi alle precedenti sul lato anteriore della chiesa stessa, occupando quasi tutto lo spazio del sagrato precedente; il rifacimento della facciata e il suo allungamento, la costruzione della navata trasversale a metà chiesa, con cupola ribassata al centro ed un piccolo capolino, delimitata alle due estremità della cappella dei Caduti, dedicata a Sant'Antonio, e da quella della Beata Vergine. Tali interventi contribuiscono a realizzare un edificio più proporzionato al precedente.
Nel 1923 iniziano i lavori di decorazione interna commissionati da don Mezzera ad opera del pittore torinese Luigi Morgari. Sarà impegnato con i lavori d'affresco della nuova chiesa parrocchiale per circa dieci anni. La chiesa verrà definitivamente consacrata nel 1925 dal vescovo di Lodi, monsignore Ludovico Antomelli.

### Opere di Luigi Morgari
Nel 1925 il Morgari porta a termine i quindici quadri dei Misteri del Rosario nella cappella della Beata Vergine.
L'anno successivo il pittore torinese esegue le stazioni della Via Crucis; anche questi dipinti sono ad olio su rame, restaurati nel 1965 dal pittore novese Vittorio Viviani.
A partire dal 1927 il Morgari inizia il disegno delle tre grandi vetrate poste sopra la porta d'ingresso, sopra l'altare della Beata Vergine Maria e sopra l'altare di Sant'Antonino, la cui realizzazione, affidata alla ditta Bauzano ed Arienti di Milano, lo impegna fino al 1929. Il progetto delle tredici vetrate istoriate minori viene steso a partire dal 1933, anno che precede la sua morte. Gli affreschi e le vetrate della parte absidale, aggiunti dopo l'ampliamento del 1935-1936, sono invece opera del professore Cesare Secchi di Milano.

### Altre opere nella chiesa
Completano il patrimonio artistico della chiesa di Sant'Antonino 11 dipinti ad olio su tela risalenti ad un periodo che spazia dalla fine del Cinquecento all'inizio del Novecento. Di questi quadri solo 6 sono oggi esposti.
I più recenti sono le opere realizzate da Osvaldo Bignami (1856-1936) tra il 1897 e il 1900 e rappresentanti Giuseppe conforta dei sofferenti e Gesù consolatore, attualmente situati all'inizio delle due navatelle laterali.
Risale invece al 1817 il dipinto di San Carlo Borromeo, del pittore Abbondio Bagutti, ora posto sul lato sinistro della grotta della Beata Vergine Maria di Lourdes.
Di anonimi pittori lombardi del Seicento le altre tele, tra le quali la Soprintendenza alle belle arti ha giudicato di rilevante valore artistico la Vergine col Figlio e Santa Caterina, olio su tela di autore ignoto, che presenta caratteri convenzionali e generici seicenteschi, attualmente ubicato sopra la porta d'ingresso della sacristia, e la Consegna delle Chiavi a San Pietro, che si trova ora esposto nell'Archivio parrocchiale.
Si conserva ancora un olio su tela con la Vergine col Figlio ed i Magi, anch'esso di autore ignoto, che presenta caratteristiche riminiscenze venete della fine del XVI secolo, e per questo motivo è probabilmente il più antico tra i quadri di proprietà della chiesa parrocchiale; la sua ubicazione attuale è di fronte alla porta d'ingresso della sacristia.

### Le campane
La chiesa parrocchiale fu dotata di un concerto di 8 campane in tonalità Do3 Grave calante, fuse nel 1928 dalla fonderia Francesco D'Adda e figli di Crema. In seguito alla requisizione bellica della seconda guerra mondiale, le due campane maggiori (Do3 e Re3) furono requisite per scopi bellici e furono sostituite con 2 nuove campane ad opera della fonderia Luigi D'Adda di Crema nel 1949. A seguito del rifacimento dell'incastellatura di sostegno, negli anni '70 il numero delle campane fu ridotto a 6. Tra la fine del 2009 e l'inizio del 2010, si rilevò che la quinta campana (Re3) fosse incrinata. Nella necessità di rifonderla si interpellò la fonderia Grassmayr di Innsbruck, che la sostituì con una nuova campana nel 2010, e riporta il marchio della ditta installatrice.